# مجله تجارت عربی
مجله تجارت عربی (انگلیسی: Arabian Business)
یک مجلهٔ هفتگی اماراتی در زمینه تجارت است که در دبی منتشر می‌شود و روی خاورمیانه تمرکز دارد.